# Leonard Runkiewicz
Leonard Runkiewicz (ur. 25 sierpnia 1939 w Górze Grabowiec, zm. 22 stycznia 2023) – profesor w zakresie budownictwa. 
W 1961 roku ukończył studia na Politechnice Warszawskiej. W 1987 otrzymał tytuł profesorski. Pracuje w Instytucie Techniki Budowlanej oraz na Wydziale Inżynierii Lądowej Politechniki Warszawskiej.

## Odznaczenia i wyróżnienia
- Krzyż Oficerski Orderu Odrodzenia Polski
- Krzyż Kawalerski Orderu Odrodzenia Polski
- Złoty Krzyż Zasługi[3].
- Nagroda im. prof. Wacława Żenczykowskiego (1986)[5].

## Wybrane publikacje
- Wpływ materiałów eksploatacyjnych na korozję i awarie konstrukcji budowlanych, "Poradnik Inspektora Nadzoru", nr 6/2007.
- Diagnostyka konstrukcji elektrowni tramwajowej w Warszawie, "Mat. Konferencja Renowacje", Zielona Góra 2007.
- Nowoczesne zarządzanie jakością w budownictwie, Kalendarz budowlany 2008, Wyd. WACETOB, 2007.
- Schody i pochylnie, Kalendarz budowlany 2008, wyd. WACETOB, 2007.
- Właściwości stali i wyrobów stalowych [w:] Podstawy projektowania konstrukcji żelbetowych i sprężonych według Eurokodu 2, Dolnośl. Wydaw. Edukacyjne, Wrocław, 2006.